# Егорова, Людмила Ивановна (спортсменка)
Людми́ла Ива́новна Его́рова (в девичестве Гуля́ева, род. 19 марта 1953, Ровное, Саратовская область, РСФСР, СССР) — советская спортсменка, мастер спорта СССР международного класса по спортивной акробатике, чемпионка мира.

## Биография
Занималась акробатикой в Тольятти, у Виталия Гройсмана.
Имя Людмилы Егоровой занесено на мемориальный «Символ спортивной славы Тольятти», открытый в декабре 2016 года.

## Достижения
Первоначально занималась акробатическими прыжками. На чемпионате СССР 1972 года в Тбилиси Людмила Гуляева и Надежда Маслобойщикова впервые в мире исполнили двойное сальто назад. Однако оценка Надежды была выше — 10 баллов против 9,8 у Людмилы, поэтому официально считается, что именно Маслобойщикова первой среди женщин исполнила это упражнение, хотя по времени выступление Гуляевой было немного раньше.
Соревнования между женскими тройками появились в СССР только в 1973 году. Срочно подготовить группу для участия в первом чемпионате мира по спортивной акробатике взялся Виталий Гройсман. По его оценкам успешно выступавшие в акробатических прыжках Людмила Гуляева, Тамара Дубровина и Татьяна Саблина могли составить успешную тройку. Поначалу спортсменки отказывались, так как они уже были мастерами спорта, входили в десятку сильнейших спортсменок страны, а теперь предстояло осваивать новую дисциплину практически заново, но Гройсман сумел убедить их. Спустя год ускоренных тренировок два-три раза в день под руководством Гройсмана и хореографа Виктора Сергеева тройка была подготовлена. В 1974 году девушки стали чемпионками РСФСР, СССР, обладательницами кубка СССР.
Перед проходившим в Москве в 1974 году первым чемпионатом мира по спортивной акробатике старший тренер сборной СССР Геннадий Казаджиев сказал девушкам: «Вы не расстраивайтесь, если медалей вам не достанется. Спрашивать по большому счету с вас пока рановато», однако советская женская тройка выиграла все соревнования, завоевав золотые медали как в многоборье, так и в отдельных упражнениях.
В 1975 году Людмила Гуляева стала чемпионкой РСФСР, обладательницей кубка СССР и серебряным призёром кубка мира.
На следующий год тройка тольяттинских акробаток снова стала чемпионами РСФСР и СССР, завоевала кубок СССР и победила на втором чемпионате мира, проходившем в ФРГ, где девушки стали первыми в многоборье и балансовом, и вторыми в динамическом упражнении.
Также тройка с участием Дубровиной победила на чемпионате ВЦСПС (1976).
Мастер спорта СССР международного класса.